# 事務律師
事务律师，在有此分支的香港直接称为律师，台灣译为初級律師，是普通法（英美法系）中对于不出庭的、主要从事非诉讼业务的律师的称呼，通常也可直接稱作律师，事務律師俗稱為小狀，以與大律師（即訟務律師）區分。

## 与讼务律师的区别
简单来说，事務律師与訟務律師的区别就在于是否有资格代表当事人在法庭发表代理或辩护意见。在实行这种律师分工的国家，一般是由当事人直接找到事务律师，然后由事务律师聘请讼务律师代表当事人出庭进行诉讼。
雖然事務律師會被稱為小律師或初級律師，但是在很多地方，於技術上，他們和所謂大律師或高級律師的分別只在於工作範圍（不能涉足對方的專項），沒有地位高低之分。

## 英格兰与威尔士
在根据《1873年最高司法院法令》设立最高法院之前，事务律师在衡平法院（Court of Chancery）从事衡平法业务、 代理人（attorney）在普通法法院执业，代诉人（proctor）在教会法院中从事民法（基于罗马法）业务。1857-1859年，代诉人在家庭法、继承法和海事法方面的垄断地位被取消，1873年的改革进一步融合了该行业的所有三个分支。1873 年后，代理人（attorney）和代诉人这两个与具有法律资格的人有关的职位消失了，律师的头衔被全称为 "最高司法法院事务律师"（Solicitor of the Supreme Court of Judicature，后改为 "英格兰和威尔士最高法院律师"）的事务律师所取代，但女王（或国王）代诉人（现称为 "皇家总代诉人"（HM Procurator-General），通常由财政部律师（Treasury Solicitor）担任）和总检察长这两个独特的政府职位除外。 自从上议院的司法功能被2009年成立的英国最高法院取代，并在当时既存的英格兰和威尔士最高法院之外成立该等英国最高法院，事务律师的全称因此演变成为 "英格兰和威尔士高级法院律师"（Solicitor of the Senior Courts of England and Wales）。

### 律师与大律师
在英国的法律体系中，传统上由律师（solicitor）处理任何法律事务，包括在法庭上进行诉讼，但在律师行业一分为二后，律师必须聘请大律师担任高等法院或更高级法院的辩护律师。轻微刑事案件由裁判法院审理，裁判法院占法院总数的绝大多数。较严重的刑事案件仍从裁判法院开始审理，然后可能会移交给上级法院。大多数民事案件在郡法院审理，几乎都由律师处理。价值较高的案件（10 万英镑或以上）和异常复杂的案件由高等法院审理，则由大律师处理。
过去，大律师不直接与公众打交道。这种严格的分隔如今不再适用。拥有扩大出庭发言权的訟辯律師（Solicitor advocate）现在可以在各级法院担任辩护人。相反，由于《1990年法院和法律服务法》（ Courts and Legal Services Act 1990）取消了大律师担任辩护人的垄断地位，并在特定情况下赋予了律师出庭发言权（rights of audience），公众现在可以直接聘请大律师并与大律师就某些类型的工作进行互动。
律师如今经常在初级法院出庭，而且在通过测试从而获得更高法院出庭发言权的情况下，越来越多地在英格兰和威尔士高等法院和英格兰和威尔士上诉法院等高级法院出庭。虽然独立的大律师公会继续存在，状态基本没有改变，但一些律师事务所雇用了自己的大律师和訟辯律師从事部分法庭工作。禁止直接委托大律师的规则得到了修订，允许某些组织（如工会、会计师和类似团体）直接委托大律师。此外，已完成大律师公会 "公众服务 "课程的大律师可根据公众服务计划（Public Access Scheme）直接接受公众的委托。

## 香港
香港一直将律师与大律师区分开来，前者受香港律师会监管，后者受香港大律师公会监管。有意成为律师的人士必须持有法律专业学位，即法学士或法律博士或同等学位，并完成为期一年的法学专业证书（P.C.LL.）课程。他们还必须与律师事务所签订为期两年的见习律师合同。香港所有律师均获香港高等法院认可，因此拥有 "香港高等法院律师 "（Solicitor of the High Court of Hong Kong）的称号。
律師在下級法院及高等法院的分庭聆訊中享有出庭發言權。在高等法院及终审法院的公开法庭聆讯中，只有获认证为訟辯律師的律师才可出庭。 

## 外部連結
- The Law Society of England and Wales Directory Of Solicitors（页面存档备份，存于）
- The Irish Law Society Directory Of Solicitors
- Members with Practising Certificate - The Law Society of Hong Kong （页面存档备份，存于）